# My Mother’s Eyes (песня)
«My Mother’s Eyes» (с англ. — «Глаза моей матери») — песня американской певицы Бетт Мидлер, вошедшая в её концертный альбом 1980 года Divine Madness. Песня была выпущена в качестве сингла в ноябре того же года с песней «Chapel of Love» на обратной стороне. Она заняла 39-е место в чарте Billboard Hot 100 и 8-е место в чарте Adult Contemporary.

## Отзывы критиков
Рецензент журнала Billboard заявил, что «это искренняя баллада с лиричными текстами, которые хорошо сочетаются с вокальными приёмами Мидлер и потрясающей музыкальной поддержкой».

## Список композиций
7" сингл
A. «My Mother’s Eyes» — 2:24
B. «Chapel of Love» (Элли Гринвич, Джефф Барри, Фил Спектор) — 1:55

## Чарты
| Чарт (1980—81)                     | Высшая позиция |
| ---------------------------------- | -------------- |
| Австралия (Kent Music Report)      | 59             |
| Новая Зеландия (Recorded Music NZ) | 34             |
| США (Billboard Hot 100)            | 39             |
| США (Billboard Adult Contemporary) | 8              |
| США (Cash Box Top 100)             | 42             |
| США (Record World Top Singles)     | 47             |
| США (Record World A/C Chart)       | 23             |